# Tygelsjö
Tygelsjö er en by i Malmø Kommune, Skåne län, Sverige. Tygelsjö fungerer samtidig også som en forstad til Malmø og ligger vest for E6 og E22. Byen har busforbindelser til Malmø og Vellinge. Byen har 2.783 indbyggere (2012).
Tygelsjö blev grundlagt i middelalderen. I 1880'erne fik byen en jernbanestation på banen mellem Malmø og Trelleborg, og i 1898 tilføjedes en sidebane til Klagshamn. Den middelalderlige kirke blev revet ned og erstattet af den nuværende Tygelsjö Kirke, som blev opført omkring 1900. 